# Route nationale 415
Die Route nationale 415, kurz N 415 oder RN 415, ist eine ehemalige französische Nationalstraße.
Die Straße verlief bis 2006 von Saint-Dié-des-Vosges zur deutschen Grenze bei Breisach am Rhein, wo sie in die Bundesstraße 31 überging. In ihrem Verlauf querte sie den Vogesenhauptkamm auf dem Col du Bonhomme, der eine Höhe von 949 Metern über NN hat. Während des Zweiten Weltkriegs war der Abschnitt von der Grenze bis Colmar Teil der Reichsstraße 31.